# موری سینکلر
موری سینکلر (انگلیسی: Murray Sinclair؛ ۲۴ ژانویهٔ ۱۹۵۱ – ۴ نوامبر ۲۰۲۴) یکی از اعضای سنای کشور کانادا، وکیل و حقوق‌دان از اقوام اولیه کانادا بود. او از سال ۱۹۸۸ تا ۲۰۰۹ یک قاضی در منیتوبا و از سال ۲۰۰۹ تا ۲۰۱۵ میلادی، رئیس «کمیسیون حقیقت‌یابی و مصالحه کانادا» بود. او در ۲ آوریل ۲۰۱۶ به عضویت سنای کانادا درآمد.
سینکلر در ۴ نوامبر ۲۰۲۴، در بیمارستانی در وینیپگ، کانادا، در سن ۷۳ سالگی درگذشت.